# Euphoria (utwór muzyczny Loreen)
Euphoria – singiel Loreen wydany 26 lutego 2012 roku przez wytwórnię płytową Warner Music Sweden, pochodzący z jej debiutanckiego albumu Heal.
Kompozycja wygrała finał Melodifestivalen 2012 oraz zajęła pierwsze miejsce w finale 57. Konkursu Piosenki Eurowizji 2012 w Baku.
23 sierpnia 2013 Loreen zaśpiewała piosenkę na Sopot Festival podczas koncertu Top of the Top w Operze Leśnej, rywalizując o nagrodę Bursztynowego Słowika. Oprócz niej, zaśpiewała także „We Got the Power”, jednak żadna z nich ostatecznie nie zwyciężyła.

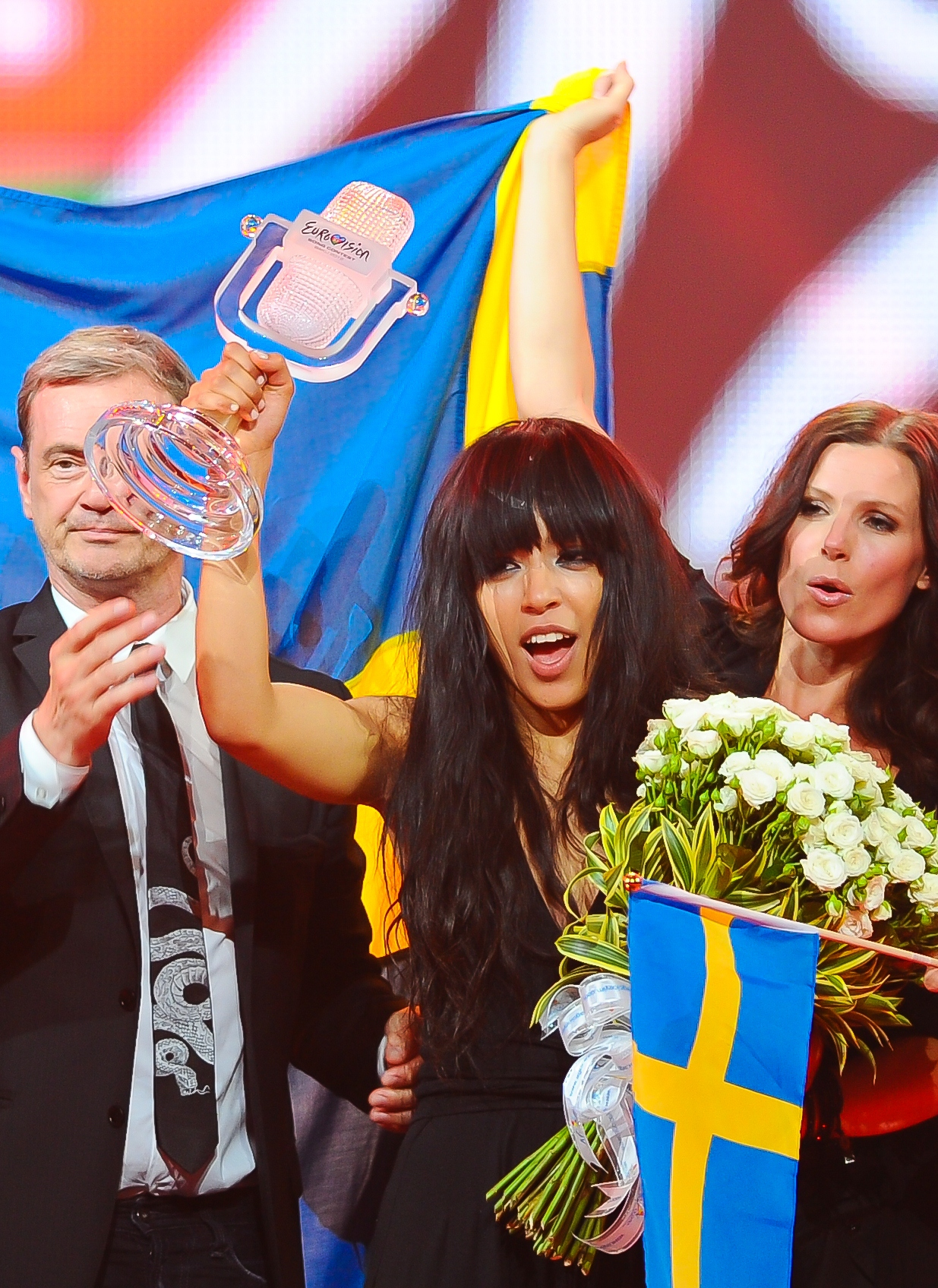
Loreen po zwycięstwie w 57. Konkursie Piosenki Eurowizji 2012 w Baku

## Formaty singla
- CD single

1. „Euphoria” (Single version) – 3:00
2. „Euphoria” (Carli Remix version) – 5:44
3. „Euphoria” (Alex Moreno Remix version) – 6:39
4. „Euphoria” (Carli Dub version) – 5:44
5. „Euphoria” (Alex Moreno Remix radio edit) – 3:23
6. „Euphoria” (Carli Remix radio edit) – 3:50
7. „Euphoria” (Instrumental version) – 3:00

- Digital download

1. „Euphoria” (Single version) – 3:01
2. „Euphoria” (Karaoke version) – 3:01
3. „Euphoria” (Instrumental) – 2:59

- Digital EP – Remixes

1. „Euphoria” (Carli Remix version) – 5:43
2. „Euphoria” (Alex Moreno Remix version) – 6:39
3. „Euphoria” (Alex Moreno Remix radio edit) – 3:24
4. „Euphoria” (Single version) – 3:01

## Pozycje na listach przebojów
| Notowanie (2012)                        | Pozycja |
| --------------------------------------- | ------- |
| Austria (Ö3 Austria Top 40)             | 1       |
| Belgia (Wallonia) (Ultratop 50 Singles) | 14      |
| Holandia (Single Top 100)               | 2       |
| Polska (AirPlay – Top)                  | 1       |